# Partita doppia (film)
Partita doppia  è un film muto italiano del 1916 diretto da Eugenio Perego.